# Sebastian Brock (Schriftsteller)

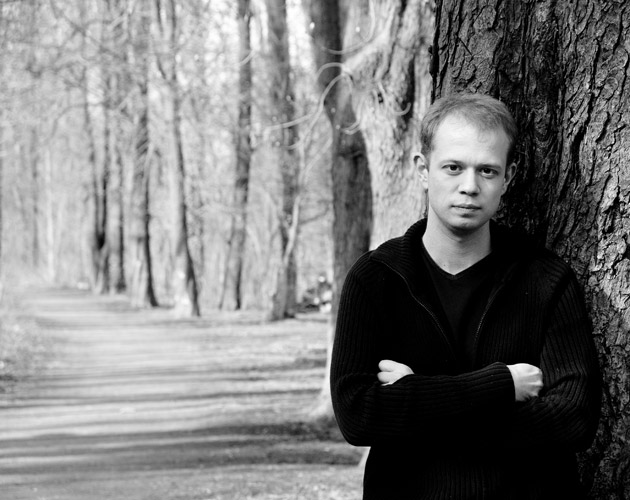
Sebastian Brock

Sebastian Brock (* 7. April 1980 in Leipzig) ist ein deutscher Schriftsteller.

## Werdegang
Brock studierte Medizin in Leipzig und Barcelona und promovierte mit einer Arbeit über „Therapiemotivation im Maßregelvollzug gemäß §63 StGB“. Parallel dazu studierte er am Deutschen Literaturinstitut Leipzig. Er schrieb mehrere Theaterstücke und Drehbücher (u. a. „Siedelsbrunn“) und veröffentlichte bisher zwei Romane, „Silbersee“ (2006) und „Kurze Visite“ (2010), die beide im Ärztemilieu spielen.
Brock arbeitet als Arzt in Halle (Saale) und lebt in Leipzig.

## Veröffentlichungen

### Romane
- Silbersee. Halle: Mitteldeutscher Verlag 2006. ISBN 978-3-89812-386-0.
- Kurze Visite. Halle: Mitteldeutscher Verlag 2010. ISBN 978-3-89812-698-4.

### Mitarbeit an Anthologien (Auswahl)
- Claudius Nießen (Hrsg.): Tippgemeinschaft 2004. Jahresanthologie der Studierenden des Deutschen Literaturinstituts Leipzig. ISBN 978-3-98094-030-6.
- Lucy Fricke, Patrick Findeis, Claudius Nießen (Hrsg.): Tippgemeinschaft 2005. Jahresanthologie der Studierenden des Deutschen Literaturinstituts Leipzig. ISBN 978-3-98094-031-3.
- Michael Hametner (Hrsg.): Zeit der Witze. Texte junger Autoren. Mitteldeutscher Verlag, Halle 2009, ISBN 978-3-89812-601-4.